# Juan de Dios Castillo

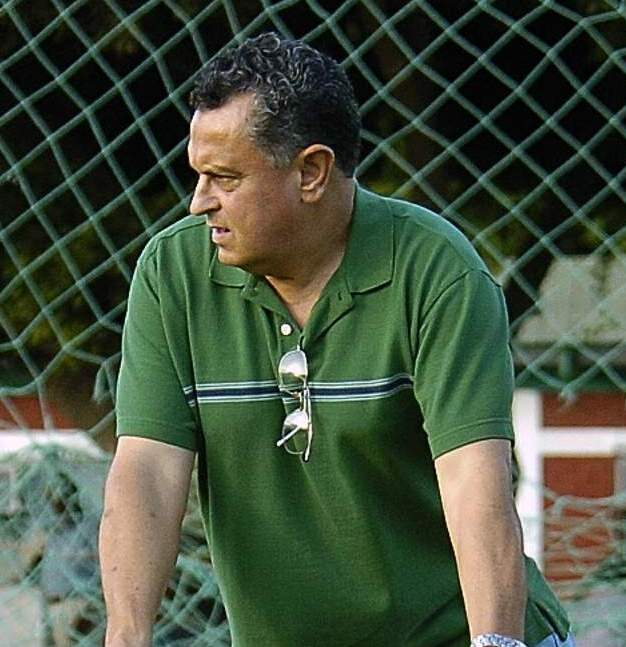
Juan de Dios Castillo, 2005

Juan de Dios Castillo González (* 31. Januar 1951 in Mexiko-Stadt; † 1. Mai 2014 in Monterrey, Nuevo León) war ein mexikanischer Fußballspieler auf der Position eines Stürmers und späterer -trainer. 

## Leben
Als Spieler war Castillo für den CF Monterrey, den CF Pachuca, den Club San Luis, Deportivo Toluca, den Tampico-Madero FC, Atlético Español und Unión de Curtidores im Einsatz.
Nach seiner aktiven Laufbahn war Castillo als Trainer diverser Mannschaften in Mexiko und Honduras verantwortlich. In Mexiko trainierte er unter anderem den Tampico-Madero FC, mit dem er am Ende der Saison 1994/95 in die zweite Liga abstieg und später (1998 und 1999) den Club Santos Laguna. Außerdem war er 1992/93 für die mexikanische U-20-Auswahl verantwortlich.
Seine größten Erfolge feierte Castillo in Honduras. So wurde er mit Real España (in der Apertura 2003) und mit Olimpia (in der Clausura 2008) je einmal honduranischer Fußballmeister. Außerdem war er in den Jahren 2010 und 2011 Trainer der honduranischen Nationalmannschaft, mit der er im Januar 2011 die Copa Centroamericana 2011 gewann.
In der zweiten Hälfte des Jahres 2012 war Castillo, der im Alter von 63 Jahren an den Folgen von Hautkrebs starb, als Cheftrainer für die Nationalmannschaft El Salvadors verantwortlich.